# ウドー・ミュージック・フェスティバル

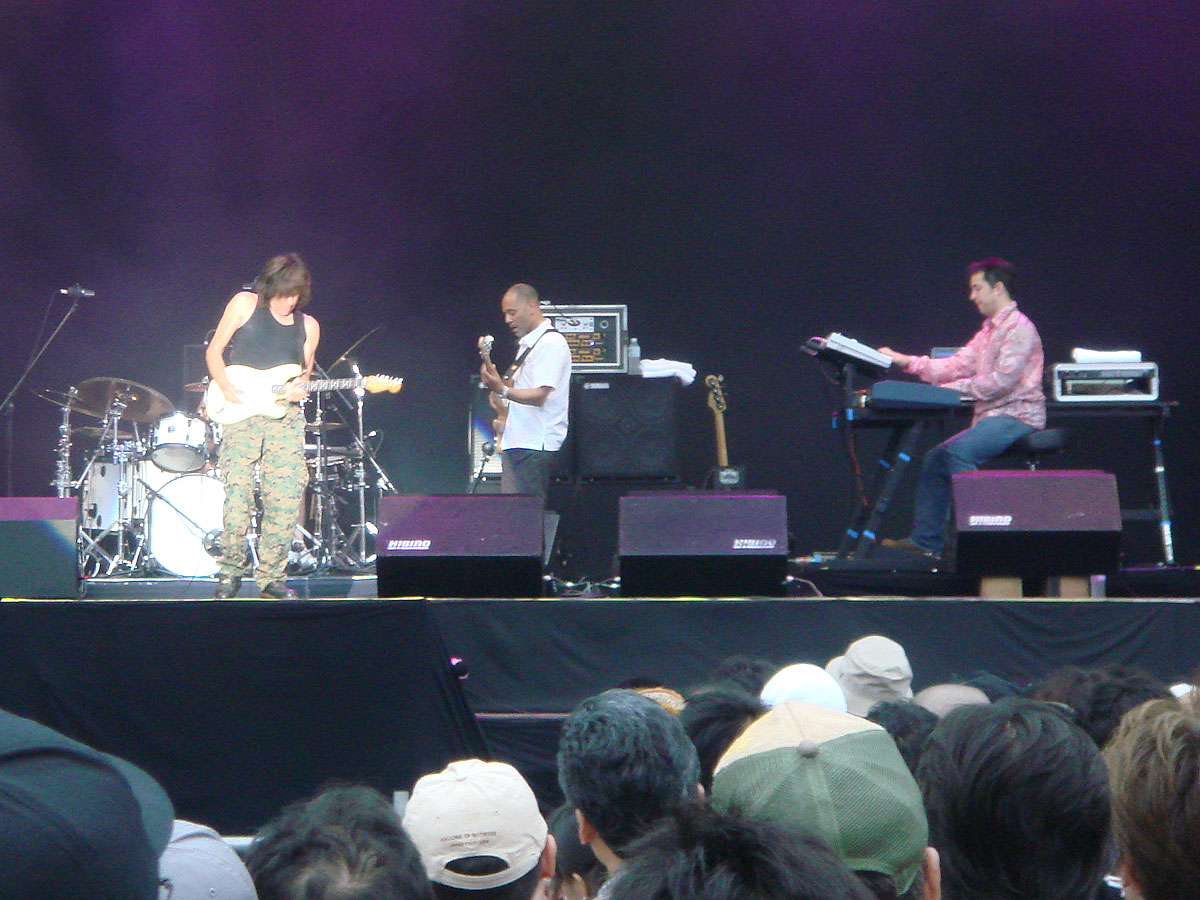
7月22日、ジェフ・ベックのステージ

ウドー・ミュージック・フェスティバル (UDO MUSIC FESTIVAL) は、2006年7月22日と7月23日に日本国内で開催された大規模なロック・フェスティバルの一つ。

## 概要
ウドー音楽事務所が主催した、「この夏、ウッドストックの興奮が甦る！」と銘打ち、"大人の夏フェス"をテーマに掲げた2006年開催の夏フェスである。
2004年に開催したロック・オデッセイの後継イベントで、会場は富士スピードウェイ（静岡県）と泉大津フェニックス（大阪府）を使用。開催形式は日本のロック・オデッセイやサマーソニックなどと同様に、メインステージへ出演するアーティストは日替わりで交代して両会場に出演した。
また、富士スピードウェイ会場には「ワープド・ツアー・ジャパン」と題し、ワープド・ステージとMTVステージも設置。両ステージには、国内外のパンク・ロックバンドや、期待の若手アーティストが出演した。
さらにキャンプサイトや、多くの貴重品を展示したロック・ミュージアムも設けられた。ステージの模様は、後日フジテレビ721で放送された。

## 出演アーティスト

### 富士スピードウェイ

#### 7月22日
- モビリタ・ステージ

サンタナ / ジェフ・ベック / ドゥービー・ブラザーズ / プリテンダーズ / ヌーノ・ベッテンコート / バディ・ガイ / レット・ミラー
- スクウェア・ステージ

ベン・フォールズ / フォープレイ / Char / ベン・リー / リチャード・ジュリアン / テディ・トンプソン / タイド
- ワープド・ステージ

ソーシャル・ディストーション / ペニーワイズ / ヴァンダルズ / NICOTINE / ファジー・コントロール / ブラックプール・ライツ / アート・スクール / ライチャス・ジャムズ / ゴリラ・アタック / エバーセット
- MTVステージ

てるる... / ヘア・ブレインド・ユニティ / SOURCE / Base Ball Bear / シュノーケル / ダブル・フェイス

#### 7月23日
- モビリタ・ステージ

キッス / ポール・ロジャース / アリス・イン・チェインズ / プッシーキャット・ドールズ / セバスチャン・バック / テイラー・ホーキンスアンド・ザ・コートテイル・ライダーズ / ソフト
- スクウェア・ステージ

スティーヴ・ヴァイ / ゴッドスマック / ポーキュパイン・ツリー / トライブ・オブ・ジプシーズ / モーニングウッド / クリック・ファイブ / エンデバーアフター
- ワープド・ステージ

ソーシャル・ディストーション / ペニーワイズ / ヴァンダルズ / ギターウルフ / BALZAC / ライチャス・ジャムズ / NICOTINE / ブラックプール・ライツ / ファジー・コントロール / detroit7
- MTVステージ

the ARROWS / SPECIAL OTHERS / TUFF SESSION / ANA / APOGEE / ala

### 泉大津フェニックス

#### 7月22日
- リバティ・ステージ

キッス / ポール・ロジャース / アリス・イン・チェインズ / プッシーキャット・ドールズ / セバスチャン・バック / テイラー・ホーキンスアンド・ザ・コートテイル・ライダーズ / ソフト
- フロンティア・ステージ

スティーヴ・ヴァイ / ゴッドスマック / ポーキュパイン・トゥリー / トライブ・オブ・ジプシーズ / モーニングウッド / クリック・ファイブ / エンデバーアフター

#### 7月23日
- リバティ・ステージ

サンタナ / ジェフ・ベック / ドゥービー・ブラザーズ / プリテンダーズ / ヌーノ・ベッテンコート / バディ・ガイ / レット・ミラー
- フロンティア・ステージ

ベン・フォールズ / フォープレイ / Char / ベン・リー / リチャード・ジュリアン / テディ・トンプソン / タイド

### 出演キャンセル
- オーディオスレイヴ
- 公式HPでキャンセルの告知もなしに名前だけが削除されていた。